# Strapieliszki
Strapieliszki (biał. Страпялішкі, Strapialiszki; ros. Стрипелишки, Stripieliszki) – niezamieszkany chutor na Białorusi, w obwodzie mińskim, w rejonie miadzielskim, w sielsowiecie Świr.

## Historia
Pod zaborami i w II Rzeczypospolitej zaścianek. W XIX i w początkach XX w. położone były w Rosji, w guberni wileńskiej, w powiecie zawilejskim/święciańskim. Po I wojnie światowej pod administracją polską, w Zarządzie Cywilnym Ziem Wschodnich. W latach 1920–1922 w składzie Litwy Środkowej.
Od 11 kwietnia 1922 leżały w Polsce, w województwie wileńskim, w powiecie święciańskim, w gminie Świr.
Po II wojnie światowej w granicach Związku Sowieckiego. Od 1991 w niepodległej Białorusi.

## Ludzie związani z miejscowością
- Alfred Bielewicz – polski lekarz i polityk, poseł na Sejm X kadencji; urodzony w Strapieliszkach